# Jonas Balys
Jonas Balys (* 2. Juli 1909 in Krasnava, Wolost Kupiškis; † 9. September 2011) war ein litauischer Ethnologe, Folklorist und Professor.

## Leben
1924 absolvierte Jonas Balys das Progymnasium Kupiškis und 1928 das Lehrerseminar in Panevėžys.
Ab 1928 studierte er Geschichte, Ethnologie und Folklore an der Lietuvos universitetas in Kaunas. Balys war Mitglied der Jugendorganisation Tautinio jaunimo sąjunga „Jaunoji Lietuva“ und von 1929 bis 1930 Redakteur von „Jaunoji Lietuva“. Danach studierte er an der Universität Graz. 1933 absolvierte er das Studium an der Universität Wien. Balys promovierte mit der Arbeit „Der Schamanismus in Malakka und Indonesien“. Dann bildete er sich weiter in Finnland. Mit der Arbeit „Griaustinis ir velnias Baltoskandijos kraštų tautosakoje“ wurde er an der Vytauto Didžiojo universitetas (VDU) in der Geschichte habilitiert.
Zwischen 1934 und 1935 lehrte er an der VDU und von 1942 bis 1943 an der Vilniaus universitetas in Vilnius.
1944 emigrierte Balys nach Freiburg im Breisgau und arbeitete im Deutschen Volksliedarchiv unter der Leitung von John Meier. Er hatte Abschriften der litauischen Volkserzählungen aus Litauen mitgenommen und verfasste einige Studien in deutscher Sprache wie „Litauische Hochzeitsbräuche“ und „Fastnachtsbräuche in Litauen“. Er veröffentlichte „Volkscharakter und Volksbräuche der Litauer“ und „Litauische Volksbräuche: Volkskundliche Skizzen“.
Zwischen 1946 und 1948 lehrte er an der Baltischen Universität in Hamburg.
Ab 1948 lebte er in den USA. Von 1956 bis 1981 arbeitete er bei Library of Congress.

## Veröffentlichungen (Auswahl)
- Lithuanian folk legends. Kaunaus 1940 (= Publication of the Lithuanian Folklore Archives. Band 1).

## Preise
- 1994: Jonas-Basanavičius-Preis
- 1999: Orden des litauischen Großfürsten Gediminas